# Давыдова, Софья Александровна
Софья Александровна Давыдова, урожденная фон Гойер (1842 — 26 апреля (9) мая 1915) — русская общественная деятельница в области женского профессионального образования, исследовательница кружевоплетения.

## Биография
Родилась в дворянской семье в Могилёвской губернии. С 1850 года жила с семьёй в Одессе, получила домашнее образование. В 1859 году по результатам экзамена в Ришельевском лицее получила свидетельство на звание домашней наставницы.
В 1861 году вышла замуж за лейтенанта Фёдора Фёдоровича Давыдова. В 1878 году переехала с семьёй в Петербург.
В 1879—1883 годах предприняла ряд поездок в различные губернии с целью изучения истории русской кружевной промышленности. Результаты исследований публиковала в «Трудах комиссии по исследованию кустарного производства в России» (Тома V—XV). Собранные материалы были переданы Давыдовой в различные музеи, в том числе Кустарный музей (откуда они попали в Русский музей).
С 1881 года была помощницей заведующей центральным складом Общества Красного Креста.
В 1883 году организовала в Петербурге Мариинскую практическую школу кружевниц. Также в 1882—1892 годах устроила при содействии Министерства государственных имуществ несколько школ пряденья, тканья и вышивания.
В 1885 году выпустила «Альбом узоров русских кружев», а в 1909 году — альбом «Русское кружево. Узоры и сколки». В 1887 году издала «Руководство для преподавания рукоделий в школах». В 1892 году был опубликован фундаментальный труд Давыдовой «Русское кружево и русские кружевницы», удостоенный Академией наук Макарьевской премии. В следующем году вышел перевод книги на французский язык. Труды Давыдовой признаются не потерявшими актуальность и в XXI веке.
Представляла российское кружево на международных выставках (1889 год — на Международном промышленном конгрессе в Париже, в 1893 году — на Конгрессе женского труда в Чикаго, в 1900 году — на Всемирной выставке).
В 1892 году организовала женские работы в наиболее пострадавших от голода уездах Воронежской и Нижегородской губерний.
С 1893 года была председателем Общества поощрения женского ремесленного образования.
В 1900 году вошла в состав Учредительного комитета Министерства народного просвещения по техническому и профессиональному образованию.
Была знакома с художественным критиком и общественным деятелем В. В. Стасовым, который вёл с нею оживленную переписку.
Умерла в 1915 году. Похоронена в Петрограде на кладбище Новодевичьего монастыря.